# Nie rodiś krasiwoj
Nie rodiś krasiwoj (ros. Не родись красивой, 2005–2006) – rosyjska telenowela wzorowana na kolumbijskiej telenoweli Brzydula.

## Obsada
- Nelli Uwarowa jako Katia Puszkariowa
- Grigorij Antipienko jako Andriej Żdanow
- Gieorgij Taratorkin jako Pawieł Żdanow
- Piotr Krasiłow jako Roman Malinowski

## Fabuła
Historia Katii Puszkariowej – wykształconej, lecz brzydkiej dziewczyny, która pracuje jako sekretarka w firmie ZIMALETTO.

## Nagrody
W 2006 roku za serial Nie rodiś krasiwoj Aleksandr Akopow, Aleksandr Rodnianski, Natalja Szniejdierowa, Ilja Papiernow i Jelena Markowska otrzymali nagrodę rosyjskiej telewizji narodowej TEFI w kategorii „Producent”.